# D'arcy Wretzky
D'arcy Elizabeth Wretzky-Brown, también conocida simplemente como D'arcy (South Haven, Míchigan; 1 de mayo de 1968), es una bajista y cantante conocida por su trabajo con The Smashing Pumpkins. Además de tocar el bajo ha tocado violín clásico y oboe. También interpretó la canción "Daydream" del álbum debut de la banda Gish que fue lanzado en 1991. Vive en una granja de caballos en Watervliet (Míchigan)
Entre sus influencias musicales se encuentran The Beatles, Stooges, Nirvana, Queen, Rolling Stones, Guns N' Roses, Depeche Mode y Duran Duran.

## Biografía
La banda se formó en 1988 por Billy Corgan y James Iha. Estos conocieron a Wretzky en un concierto de una banda local cuando Corgan escuchó los comentarios que hacía Wretzky sobre la banda en el escenario. Siguió una discusión, y al enterarse de que ésta tocaba el bajo, Corgan la invitó a unirse a la banda. Wretzky mantuvo una breve relación amorosa con su compañero James Iha mientras estaban en la banda, pero se separaron al poco tiempo sin muchas consecuencias.
Después de casi doce años en la banda, en septiembre de 1999, después de finalizar la grabación de MACHINA/The Machines of God y antes de iniciar la gira de despedida, Wretzky decidió separarse para seguir su carrera de actuación. Fue reemplazada por Melissa Auf der Maur, antigua bajista de Hole. Años más tarde, Corgan se referiría a ella en su blog como una "drogadicta de mal espíritu".
Wretzy participó en los discos Gish, Siamese Dream, Mellon Collie and the Infinite Sadness y Adore. Antes de su alejamiento grabó el bajo en todas las canciones menos una (Age of Innocence) de MACHINA/The Machines of God.
El 25 de enero de 2000 fue arrestada en el oeste de Chicago después de admitir que compró tres bolsas de cocaína. La corte le ordenó que asistiera a un programa de rehabilitación y los cargos fueron sobreseídos.
Después de la declaración oficial de Billy Corgan y Chamberlin, el 20 de abril de 2006 de haber firmado un contrato discográfico bajo el nombre de "Smashing Pumpkins", no hubo respuesta alguna por parte de Wretzky para unirse al proyecto. De hecho, la bajista sustituta, Melissa Auf Der Maur, dijo estar encantada de ser la segunda opción en caso de que Wretzky no estuviera disponible. Finalmente la bajista elegida para la gira fue Ginger Reyes.
En 2009 fue arrestada en Watervliet (Míchigan). El motivo fue que varios caballos de su granja se escaparon y galoparon sueltos por el pueblo, lo que causó gran alboroto y serio peligro para sus vecinos. Posteriormente, la exbajista no se presentó a cuatro audiencias y tampoco pagó la multa a la que se hizo acreedora, por lo que dos años después, el 8 de febrero de 2011, fue arrestada, y finalmente puesta en libertad el 14 del mismo mes.
En febrero de 2016, y tras conocer que Billy Corgan, James Iha y Jimmy Chamberlin habían actuado juntos como The Smashing Pumpkins por primera vez en dieciséis años, D'arcy declaró en una entrevista que estaría dispuesta a formar parte de nuevo de la banda si se dieran las condiciones adecuadas para volver.